# Campeonato Europeo de Esquí de Montaña
El Campeonato Europeo de Esquí de Montaña es la competición de esquí de montaña más importante a nivel europeo.
En la actualidad es organizado por la Federación Internacional de Esquí de Montaña (ISMF).

## Ediciones
| Núm  | Año  | Sede                                    | País                      |
| ---- | ---- | --------------------------------------- | ------------------------- |
| I    | 2001 | Miage-Contamines-Somfy, Jaca y Adamello | Francia · España · Italia |
| II   | 2003 | Montes Tatras                           | Eslovaquia                |
| III  | 2005 | Andorra                                 | Andorra                   |
| IV   | 2007 | Avoriaz                                 | Francia                   |
| V    | 2009 | Alpago                                  | Italia                    |
| VI   | 2012 | Pelvoux                                 | Francia                   |
| VII  | 2014 | Arinsal-Arcalís                         | Andorra                   |
| VIII | 2016 | Salvan y Les Marécottes                 | Suiza                     |
| IX   | 2018 | Nicolosi                                | Italia                    |
| X    | 2022 | Boí Taüll                               | España                    |